# على الدراجة مع موليير
على الدراجة مع موليير(بالفرنسية :Alceste à bicyclette) : هو فيلم من نوع كوميديا ودراما أُصدر في عام  2013. الفيلم من إنتاج باثى ،وفرنسا 2 وAppaloosa Films ‏، ومن توزيع باثى، وهو من إخراج فيليب لي جواي، أما السيناريو فكان من كتابة فيليب لي جواي وفابريس لوشيني وإيمانويل كارير.

## القصة
الممثل الكبير سيرج تانور (فابريس لوشيني) يتقاعد من الاضواء ،الضغط الزائد يعني أنه في يوم من الايام ،قرر ببساطة أنه لن يتصرف بعد الان،على مدى السنوات الثلاث الماضية، عاش في عزلة على جزيرة إيل دو ري، حيث أمضى وقته في ركوب الدراجات عبر المناظر الطبيعية التي تعصف بها الرياح. زميله الممثل غوتييه فالينس (لامبرت ويلسون)، الذي تحلق مسيرته المهنية عاليًا،يخطط لإنتاج مسرحية موليير The Misanthrope ويريد أن يعرض على سيرج دور فيلينتي. غوتييه مقتنع بأنه سيقبل، لأن سيرج نفسه أصبح كارهًا للبشر،ومنسحبًا من المجتمع وغاضبًا ضد العالم. سيكون من الرائع رؤيته يعود في هذا الجزء. لكن سيرج يلعب دوراً يصعب الحصول عليه، أولاً لأنه يريد أن يلعب دور البطولة،وبدلاً من الالتزام، يقترح عليهم التدرب معًا طوال الأسبوع. يبدو أن الأمور تسير على ما يرام، خاصة عندما تجلب المطلقة الإيطالية الغامضة (مايا سانسا) شرارة رومانسية إلى حياته.مع وصول منتج المسرحية ووكيل غوتييه وعشيقته إلى الجزيرة في عطلة نهاية الأسبوع، يقع الضغط على سيرج لاتخاذ قراره. هل هو مجرد تلاعب بجوتييه، أم أنه ينوي حقًا الصعود إلى المسرح مرة أخرى؟

## طاقم التمثيل
- لامبرت ويلسون
- Édith Le Merdy ‏
- مايا سانسا
- اني مرسييه [الإنجليزية]‏
- كميل جابي
- كريستين موريللو  [لغات أخرى]‏
- Ged Marlon  [لغات أخرى]‏
- Josiane Stoléru [الإنجليزية]‏
- جويل بيرين
- جولي ان روث
- لوري كلامي
- باتريك بونيل  [لغات أخرى]‏
- Philippe du Janerand  [لغات أخرى]‏
- Stéphan Wojtowicz  [لغات أخرى]‏
- فابريس لوشيني

## الجوائز والترشيحات
جوائز سيزار |فرنسا
```
افضل ممثل(
فابريس لوشيني
)مرشح          
افضل سيناريو أصلي (
فيليب لي جواي
)مرشح                افضل موسيقى أصلية (خورخي أرياجادا)مرشح
```

مهرجان ساراسوتا السينمائي
```
الافضل في السينما العالمية (
فيليب لي جواي
)فائز
```

جوائز جلوب دي كريستال |فرنسا
```
افضل ممثل (
فابريس لوشيني
)فائز
```

مهرجان شيكاغو السينمائي للاتحاد الأوروبي
```
(
فيليب لي جواي
)فائز
```

## الإنتاج
موسيقى الفيلم التصويرية كانت من تأليف Jorge Arriagada ‏

## وصلات خارجية
- على الدراجة مع موليير على موقع IMDb (الإنجليزية)
- على الدراجة مع موليير على موقع ميتاكريتيك (الإنجليزية)
- على الدراجة مع موليير على موقع روتن توميتوز (الإنجليزية)
- على الدراجة مع موليير على موقع قاعدة بيانات الأفلام العربية
- على الدراجة مع موليير على موقع ألو سيني (الفرنسية)
- على الدراجة مع موليير على موقع Turner Classic Movies (الإنجليزية)
- على الدراجة مع موليير على موقع أول موفي (الإنجليزية)
- على الدراجة مع موليير على موقع بوكس أوفيس موجو (الإنجليزية)
- على الدراجة مع موليير على موقع فيلمافينيتي (الإسبانية)
- على الدراجة مع موليير على موقع قاعدة بيانات الأفلام السويدية (السويدية)